# Jigsaw Falling into Place
"Jigsaw Falling into Place" é o primeiro single do álbum de 2007 In Rainbows, da banda britânica Radiohead.

## Faixas
Vinil (7")
1. "Jigsaw Falling into Place"
2. "Videotape" (Live From the Basement)[1]

CD
1. "Jigsaw Falling into Place" – 4:09
2. "Down Is the New Up" (Live From the Basement)[1] – 5:07
3. "Last Flowers" (Live From the Basement)[1] – 4:11

## Certificações
| Região                                                                                                  | Certificação | Vendas   |
| --- | ------------ | -------- |
| Reino Unido (BPI)                                                                                       | Prata        | 200,000^ |
| *números de vendas baseados somente na certificação ^números de vendas baseados somente na certificação |              |          |